# 長崎聖堂
長崎聖堂（ながさきせいどう）は、長崎市にあった孔子廟。立山書院、中島聖堂とも呼ばれた。唐通事などの語学を指導する唐音勤学会が置かれ、また一般の聴講も許された月次講釈も開講され、長崎官学の拠点となった。伊東巳代治もここで漢学などを学んだ。
163坪の地内に22坪8合の囲いを作り、2間四方の聖堂が建立されていた。

## 歴史

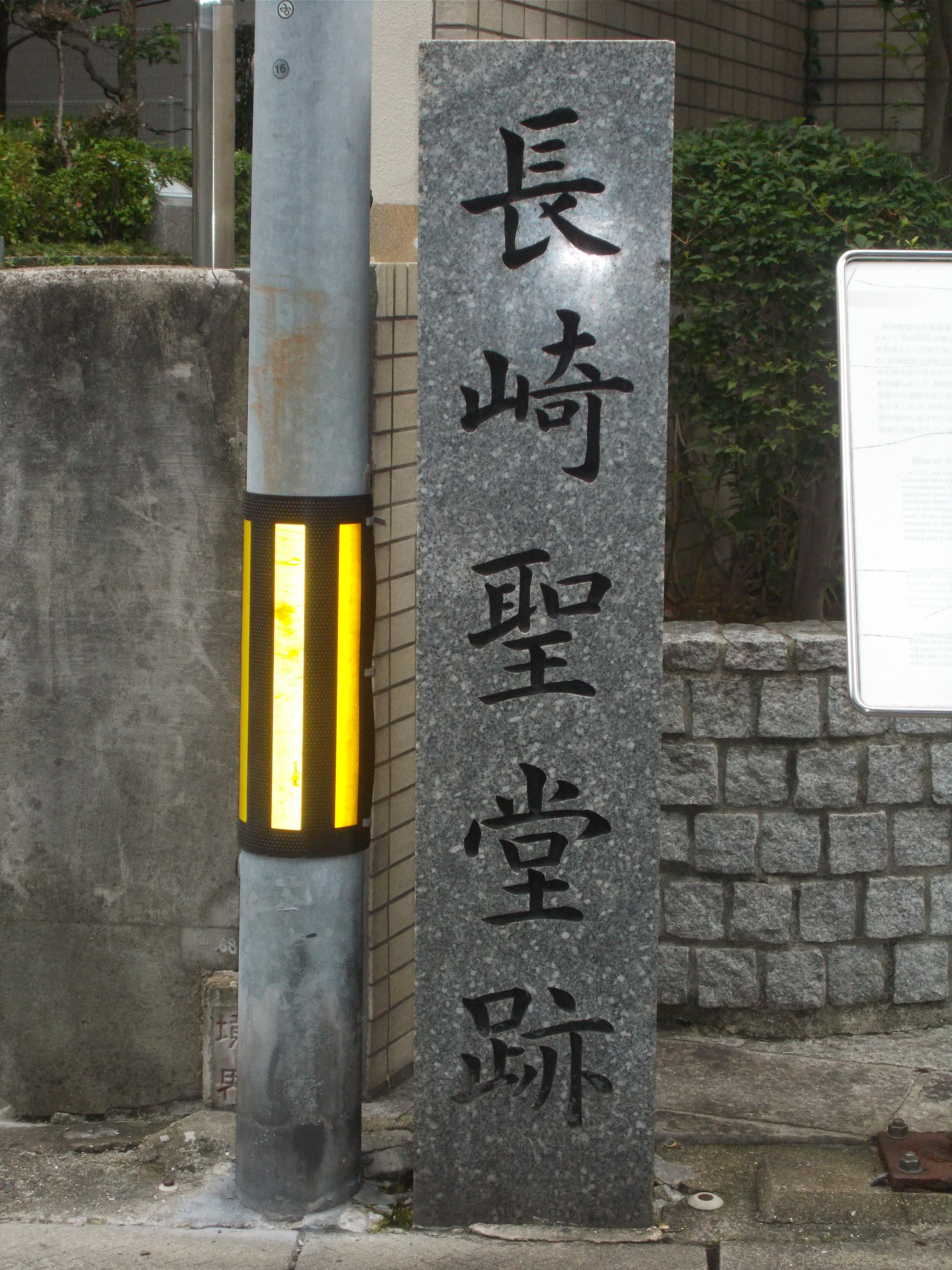
長崎聖堂跡碑（長崎市伊勢町）

正保4年（1647年）、儒学者の向井元升が長崎奉行馬場利重に願い出て、東上町に聖堂学舎を建立し、自ら塾師となって儒学を講じた。長崎ではキリシタン禁教後、神社仏寺は興隆した一方、儒道はあまり栄えなかったが、これ以後儒学は大いに盛んになった。この当時、同所は立山書院と呼ばれた。
明暦4年（1658年）、元升が京都に去った後、一時中絶。寛文3年（1663年）の火災（寛文長崎大火）で聖堂・学寮ともに焼失した。
延宝4年（1676年）、長崎奉行の牛込忠左衛門により再興され、長崎滞留中だった京都の儒者・南部草寿を塾師に招いて往時の盛況に復した。その後、草寿が士官のため越中へ赴いたことで、しばらく主宰のいない時期が続いた。
同8年（1680年）、元升の三男・向井元成が草寿の跡を継いで祭主を務めて以来、向井氏が祭主を世襲し、書物改役にも任じられた。
宝永7年（1710年）、敷地が狭隘であるため移転することになり、伊勢町にある旧鋳銭所の跡地545坪を寄付され、同年12月より工事が始まる。翌正徳元年（1711年）の8月17日に同地に遷座。この時から長崎聖堂と称するが、一般には中島聖堂と呼ばれた。同年の棟札には「長崎府大成殿講堂」と記され、東25間・西23間5尺余・南24間1尺余・北15間半。聖廟、明倫堂（講堂）、学寮、書庫、崇聖祠、杏檀門などから構成された。
翌2年（1712年）、唐人たちから請願があり、毎年釈菜拝礼の儀を行うことが許可された。
享保元年（1716年）、唐音勤学会が始まる。
同3年（1718年）、聖堂の後ろにある田地721坪半が寄付される。同6年（1721年）、書生の訓令のための教育料が下されることになる。
元文元年（1736年）から釈菜は毎年2月21日に挙行され、費用は長崎会所から銀3貫目が支給されることになった。
翌2年（1737年）から、来航唐人は毎年各船1隻から2人ずつ参詣する慣例となり、反物（繻子・緞子・縮緬・紗など）2端、または砂糖2籠を献上する定めとなった。寛保3年（1743年）ごろには、聖堂の収入13貫余のうち4貫余は白砂糖によるもので、文政4年（1821年）には唐船50艘分の白砂糖100丸が納入された。
宝暦8年（1758年）より釈菜の日には音楽を奏し、囃子は行われないこととなる。
安政6年（1859年）、聖堂は教授所、書物改役は教授役と改称された。
慶応3年（1867年）、長崎の地役人の大改革が行われた際、向井家の受用銀は廃止され、新たに30俵2人扶持、手当銀35両を支給されることになった。
明治元年（1868年）、教授所は広運館の漢学局となる。翌2年（1869年）、漢学局は国学局に合併。同4年（1871年）聖堂関係諸役司は全廃される。長崎聖堂の建物や記念碑、祭具・文書類は長崎県教育会に引き継がれ、1959年（昭和34年）に長崎市教育委員会に寄贈された。

## 歴代祭主
『長崎実録大成 正編』第四巻「神社経営之部」より。
- 初代 - 向井元升以順 - 正保4年から万治元年まで
- 2代 - 向井元成兼丸 - 延宝8年から享保10年まで[注釈 2]
- 3代 - 向井文平兼命 - 享保11年から同2年まで
- 4代 - 向井元仲兼般 - 享保3年から明和2年まで
- 5代 - 向井齋宮延美 - 明和3年から

…

## 遺構

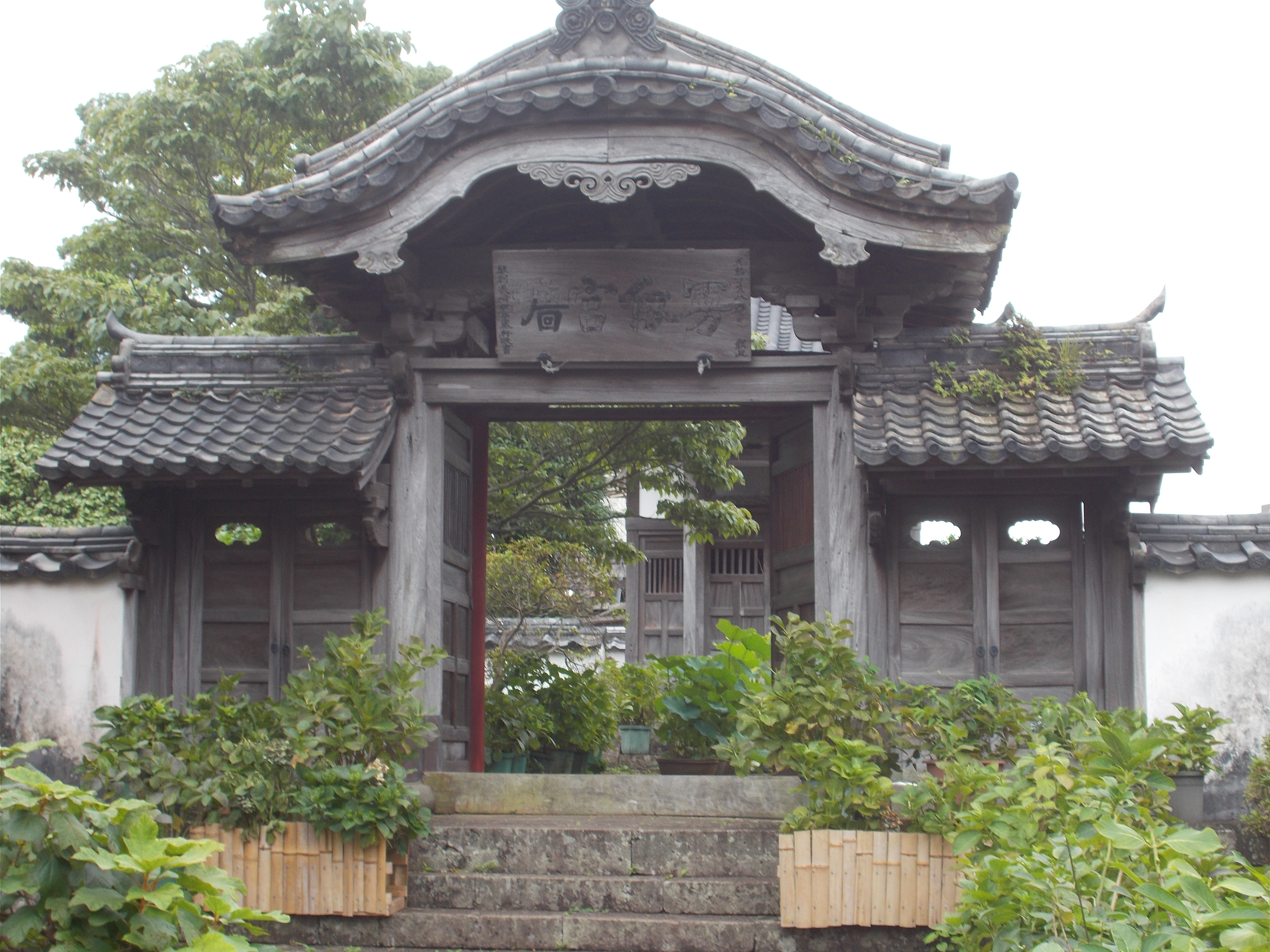
中島聖堂遺構大学門（長崎県指定有形文化財）

1959年（昭和34年）、聖堂にあった杏檀門が長崎市内にある興福寺の境内に移築された。